# Lázaro Cárdenas
Lázaro Cárdenas del Río (phát âm tiếng Tây Ban Nha: [lasaɾo karðenas]; 21 tháng 5 năm 1895 - 19 tháng 10 năm 1970) là một tướng lĩnh của Quân Đội Lập Hiến trong cuộc Cách mạng México và chính khách từng là Tổng thống México từ năm 1934 đến năm 1940. Ông nổi tiếng nhờ quốc hữu hoá ngành công nghiệp dầu mỏ vào năm 1938 và thành lập công ty dầu mỏ chính phủ Pemex,. Chính quyền của ông đã hồi sinh lại cộng cuộc cải cách nông nghiệp vốn đước khởi xướng bởi cuộc Cách mạng Mexico, thu hồi đất đai của những đại địa chủ và phân phát cho những nông dân ít đất thông qua hình thức công hữu (ejidos)
Ban đầu Cárdenas tỏ ra trung thành với phe phái của tướng lĩnh cách mạng và cựu tổng thống Plutarco Elías Calles, người sáng lập của đảng Cách Mạng Quốc Dân (PNR), đế mức được Calles chọn làm ứng cử viên tổng thống năm 1934. Calles dù đã rồi bỏ vị trí tổng thống vẫn là người nắm quyền lực ngầm to lớn trong chính phủ. Tuy nhiên Cárdenas đã thành công cô lập và loại bỏ phe phái của Calles và cuối cùng đã trục xuất vị el Jefe Máximo (Lãnh đạo tối cao) khỏi Mexico và cải tổ đảng PNR thành Partido de la Revolución Mexicana (Đảng Cách Mạng Mexico - PRM), từng bước liên kết với các liên đoàn nông dân, công đoàn lao động, binh lính để loại bỏ quyền lực chính trị độc lập của quân đội.
Cárdenas là tống thống Mexico nổi tiếng nhất thế kỉ 20, người được đánh giá là đã hồi sinh cuộc cách mạng Mexico thông qua chương trình cải cách ruộng đất, quốc hữu hóa các ngành công nghiệp trọng yếu, thúc đẩy chính sách giáo dục và lao động cấp tiếp cũng như một chương trình kinh tế bán-xã hội chủ nghĩa.

## Tiểu sử và sự nghiệp ban đầu
Lázaro Cárdenas del Río sinh ra vào ngày 21 tháng Năm, 1895, trong một gia đình 8 người con thuộc tầng lớp tiểu trung lưu ở làng Jiquilpan, bang Michoacán. Sau khi cha ông mất khi ông mới16 tuổi, Cárdenas đã phải làm việc để nuôi gia đình gồm mẹ và 7 người em. Bỏ dỡ việc học chính thức từ năm 7 tuổi, Cárdenas vẫn tự học và một người thường xuyên đọc sách.